# Parapurcellia rumpiana
Parapurcellia rumpiana - gatunek kosarza z podrzędu Cyphophthalmi i rodziny Pettalidae.

## Występowanie
Gatunek endemiczny dla Republiki Południowej Afryki. Znany z Pietermaritzburga w prowincji KwaZulu-Natal.